# Tweede Gelderse Oorlog
De Tweede Gelderse Oorlog (Frans: seconde guerre de Gueldre; Engels: second war of Guelders) was een militair conflict van mei 1385 tot en met 23 oktober 1390 tussen het hertogdom Brabant en het hertogdom Gelre. De Slag bij Niftrik (ook wel Bataille de Ravenstein) van 27 juni 1388 was daarin de beslissense veldslag tussen de hertogdommen. In deze slag wisten driehonderd Gelderse ruiters, versterkt met vierhonderd haastig bewapende burgers van Nijmegen, een invasieleger van 10.000 man te verslaan.

## Aanleiding
De oorlog was het gevolg van een jarenlang voortdurend conflict tussen hertogin Johanna van Brabant en hertog Willem I van Gelre (later ook Willem III van Gulik). Door onderlinge bemoeienissen in elkaars successieoorlogen (de Eerste Gelderse Successieoorlog en de Brabantse Successieoorlog) was de onderlinge verhouding sterk verslechterd. 

## Verloop

### Eerste gevechten
Willem I trachtte in mei 1385 de landen Waldfeucht, Gangelt en Millen, die sinds 1378 Brabants waren geworden, terug te krijgen door bemiddeling van Albrecht van Beieren. Toen onderhandelingen niets opleverden, viel Willem Brabant op enkele plaatsen aan, zonder succes; hij kreeg ook een tegenaanval te verduren.
Kort daarop zou de focus van de strijd zich verplaatsen naar het Land van Cuijk. De heer van Cuijk, Wenemar, was een leenman van hertogin Johanna van Brabant, maar bevriend met hertog Willem van Gelre; zijn zoon Jan VI van Cuijk was verloofd met een dochter van Willem. Zijn poging een onafhankelijke koers te handhaven mislukte toen hij voorstelde om de Brabantse troepen onder leiding van Jan II van Wittem in de Cuijkse hoofdstad Grave toe te laten op voorwaarde dat ze deze niet zouden gebruiken om Gelre aan te vallen, maar Jan II weigerde deze voorwaarde. Toen Wenemar de voorwaarde wilde laten vervallen, nam zijn zoon hem gevangen en liet in plaats daarvan de Geldersen de stad in. De rest van de oorlog zou Brabant het heroveren van Grave als hoofddoel hebben.

### Eerste beleg van Grave (1386)
Willem van Gelre mobiliseerde op 1 september 1386 zijn troepen en verklaarde op 14 september Brabant officieel de oorlog. Brabantse troepen sloegen daarop begin oktober 1386 het beleg voor Grave, dat twintig dagen duurde. De goed verdedigbare stad aan de Maas werd over de rivier vanuit Gelre constant bevoorraad en het beleg mislukte. Een nieuwe bemiddeling door graaf Albrecht van Beieren/Holland, tevens schoonvader van hertog Willem, leidde in 1387 tot een bestand en het vertrek van de belegeraars.

### Tweede beleg van Grave (1388)
De heer van Cuijk versterkte daarop met hulp van Gelre zijn vesting, waardoor hertogin Johanna, gesteund door haar neef Filips de Stoute, de hertog van Bourgondië, in 1388 opnieuw ten strijde trok. Een leger van 40.000 man, afkomstig uit heel Brabant en versterkt met Bourgondische manschappen en huurlingen, trok op naar de grensstreek en sloeg begin juni 1388 een tweede beleg voor Grave. Dit bleef opnieuw zonder resultaat, mede dankzij de bemoeienis en ondersteuning vanuit Gelre. Zo probeerden de Brabanders een brug over de Maas te bouwen, maar de Geldersen verwoestten de brug voordat hij voltooid was. Besloten werd een verrassingsaanval op de belangrijkste Gelderse stad, Nijmegen, uit te voeren.

### Invasie in Gelre (26 juni 1388)
Via de Staaij, een doorwaadbare plaats bij de plaatsen Ravenstein en Niftrik, werden in het geheim in één dag 10.000 soldaten overgebracht van de Brabantse naar de Gelderse oever van de Maas. De huurlingen gingen zich echter te buiten aan plundering van de dorpen Niftrik, Wijchen, Hernen en Balgoy. Onduidelijk is hoe men in Nijmegen op de hoogte raakte van de invasie, maar de hertog, die zijn legers noodgedwongen verspreid langs de Maas had opgesteld, wist als reactie op de dreiging ca. 300 ruiters en 400 burgers op de been te brengen.

### Slag bij Niftrik (27 juni 1388)
De Brabantse legers hadden op de oever van de Maas hun kamp opgeslagen om de volgende dag de slecht verdedigbare stad Nijmegen aan te vallen. De zo goed als zekere overwinning werd op voorhand met buitgemaakte drank tot diep in de nacht gevierd. Bij het eerste ochtendlicht viel de Gelderse ruiterij de slaapdronken Brabanders met veel kabaal aan. De hierdoor ontstane paniek in  het kamp leidde tot een stormloop op de doorwaadbare plaats. Vele soldaten, slapend in hun wapenuitrusting, verdronken in de rivier, werden vertrapt of door de Gelderse ruiters en boogschutters afgeslacht. Na de slag, slechts twee uur na het begin van de aanval, telde men aan Brabantse zijde 1200 verdronken manschappen, 3000 gesneuvelden en meer dan 5000 krijgsgevangenen, waaronder vele Brabantse edelen. De Geldersen hadden ruim 100 man te betreuren. 
Na dit fiasco stond de lege Brabantse schatkist geen verdere oorlogsinspanningen toe. De Brabanders braken het tweede beleg van Grave op en vertrokken. Onderhandelingen leidden tot een verdrag waarbij de heerlijkheid een deel van Brabant bleef, met verregaande autonomie. Vele adellijke families kochten hun krijgsgevangen gemaakte verwanten vrij. Anderen bleven nog jaren in gevangenschap en werken als dwangarbeiders aan de versterking van Nijmegen. De Bourgondische hertog Filips, die zijn nicht financieel gesteund had met geld uit de Franse schatkist, was een van de drie regenten van zijn neef, de jonge koning Karel VI van Frankrijk.

### Franse veldtocht (september–oktober 1388)
De koning schoof nu de regenten terzijde en nam zelf de leiding van het land in handen. Hij organiseerde een strafexpeditie naar Nijmegen en bracht hiervoor een leger van 100.000 man op de been. Deze veldtocht vond plaats in september en oktober 1388. De expeditie kwam mede tot stand doordat de hertog van Gelre de Franse koning op persoonlijke titel had uitgedaagd tot een duel. Het leger strandde, na een moeizame tocht door de Ardennen, ten zuiden van Roermond (in Opper-Gelre). Door de regenrijke nazomer waren de tenten van de Fransen drijfnat en de levensmiddelen bedierven door het vocht.

## Gevolgen
Na de onderhandelingen wist de vader van hertog Willem met de koning een verdrag te sluiten. De hertog bood zijn verontschuldigingen aan waarmee de Franse eer was gered. Gelre bleef een onafhankelijk hertogdom.